# Xóm vắng
Xóm vắng là một loạt phim truyền hình Đài Loan 40 tập được hãng Trung Hoa Điện thị công chiếu năm 1987. Đây là chuyển thể truyền hình thứ hai của tiểu thuyết tình cảm Đình viện thâm thâm (Hán ngữ: 庭院深深) (1969) của nhà văn Quỳnh Dao. Trước đó, tiểu thuyết này của Quỳnh Dao đã từng được đạo diễn Tống Tồn Thọ chuyển thể thành phim điện ảnh cùng tên Đình viện thâm thâm (tên tiếng Anh: You Can't Tell Him) năm 1971 (Dương Quần và Quy Á Lôi đóng chính), và được hãng Đài Loan Đài thị chuyển thể thành loạt phim truyền hình 10 tập năm 1974 do Ngô Hoàn và Hoa Chân Chân đóng chính. Giám chế của Xóm vắng chính là Bình Hâm Đào, chồng của nữ nhà văn Quỳnh Dao. Đây là một trong những loạt phim truyền hình được yêu thích nhất ở Đài Loan trong thập niên 1980 và sau đó đã được chiếu ở nhiều nước trong khu vực như Hồng Kông (do Asia Television phát sóng), Singapore (Singapore Broadcasting Corporation phát sóng), và Việt Nam (do Đài Truyền hình Việt Nam và nhiều đài khác phát sóng).

## Nội dung
Tựa đề của tiểu thuyết và tên gốc của loạt phim truyền hình Xóm vắng - Đình viện thâm thâm được lấy từ một câu trong tác phẩm Điệp luyến hoa của đại thi hào thời Nhà Tống Âu Dương Tu: "Đình viện thâm thâm thâm kỷ hử?, Dương liễu đồi yên, Liêm mạc vô trùng số..." ("Đình viện sâu sâu sâu biết mấy? Dương liễu mông lung như khói, trướng rèm lớp lớp không đếm nổi..."). Đây là bài thơ yêu thích của nhân vật nữ chính trong phim - Chương Hàm Yên và cũng nói lên nỗi lòng cô độc và nhiều u uất vì bi kịch trong đời của cô.

## Diễn viên
- Tần Hán vai Bách Phối Văn
- Lưu Tuyết Hoa vai Phương Ti Oanh (tên thật: Chương Hàm Yên)
- Cốc Âm vai Âu Ái Lâm
- Lâm Tại Bồi vai Giản Phi Phàm (tên thật: Bách Phối Đức)
- Triệu Vĩnh Hinh vai Dư Thúy San
- Lý Thiên Trụ vai Âu Quan Trung
- Lý Lệ Phượng vai Bách Lão thái
- Từ Nãi Lân vai Trịnh Á Lực
- Văn Khiết vai Giản Mộng Kha
- Phạm Hồng Hiên vai Cao Lập Đức
- Châu Tuệ Trân vai Diệp Sương

## Trình chiếu tại các quốc gia khác
- Việt Nam
  - VTV3 - 1994.
  - Đài Phát thanh - Truyền hình Hà Nội — 1994.
  - Đài Phát thanh - Truyền hình Vĩnh Long — (12 giờ mỗi ngày) 21 tháng 3 năm 1994 - 29 tháng 4 năm 1994 (THVL phát trên kênh 31 UHF) nay là THVL1.
  - THVL2 (20h20 mỗi ngày) 17 tháng 4 năm 2014 - 26 tháng 5 năm 2014[3]
  - VTV9 - 2022.

## Giải thưởng và đề cử
- Giải Kim Chung Tưởng 1988[4][5]
  - Giành giải — Vai nữ chính xuất sắc nhất (Cốc Âm)
  - Đề cử — Phim truyền hình xuất sắc nhất (giành giải: Bả bả nguyên lượng ngã)
  - Đề cử — Kịch bản xuất sắc nhất (Quỳnh Dao và Lâm Cửu Du) (giành giải: Đinh Á Dân, Dương quang môi thiên đô lai quá)
  - Đề cử — Nữ diễn viên chính xuất sắc nhất (Lưu Tuyết Hoa) (giành giải: Cốc Âm, Xóm vắng)
  - Đề cử — Nam diễn viên xuất sắc nhất (Tần Hán) (giành giải: Trương Kiến Lăng, Tây Thi)